# José Segurado
José de Almeida Segurado (1913 - 1988) foi um arquitecto português.

## Biografia
Formou-se na Escola de Belas-Artes do Porto em 1943. No início de atividade trabalhou com Jorge Segurado (seu irmão); foi funcionário do Ministério das Obras Públicas. Realizou grande parte da sua obra em associação com outros arquitetos, sendo co-autor  de "algumas peças de grande importância no quadro da arquitetura portuguesa da chamada fase de «afirmação» do Movimento Moderno no país, no pós II Guerra Mundial". Participou ativamente no I Congresso Nacional de Arquitectura de 1948.

## Alguns projetos e obras
- 1945 – Colónia Balnear Infantil de O Século, S. Pedro do Estoril (com Inácio Peres Fernandes).
- 1946-1950 – Conjunto urbano na Avenida João XXI (3 a 19 e 4 a 22), Lisboa (com Filipe Nobre de Figueiredo, Joaquim Ferreira e Guilherme Gomes).
- 1952-1958 – Blocos de apartamentos no cruzamento da Avenida dos Estados Unidos da América com a Avenida de Roma (1952-1958), Lisboa (com Filipe de Figueiredo).[2]

### Avenida João XXI

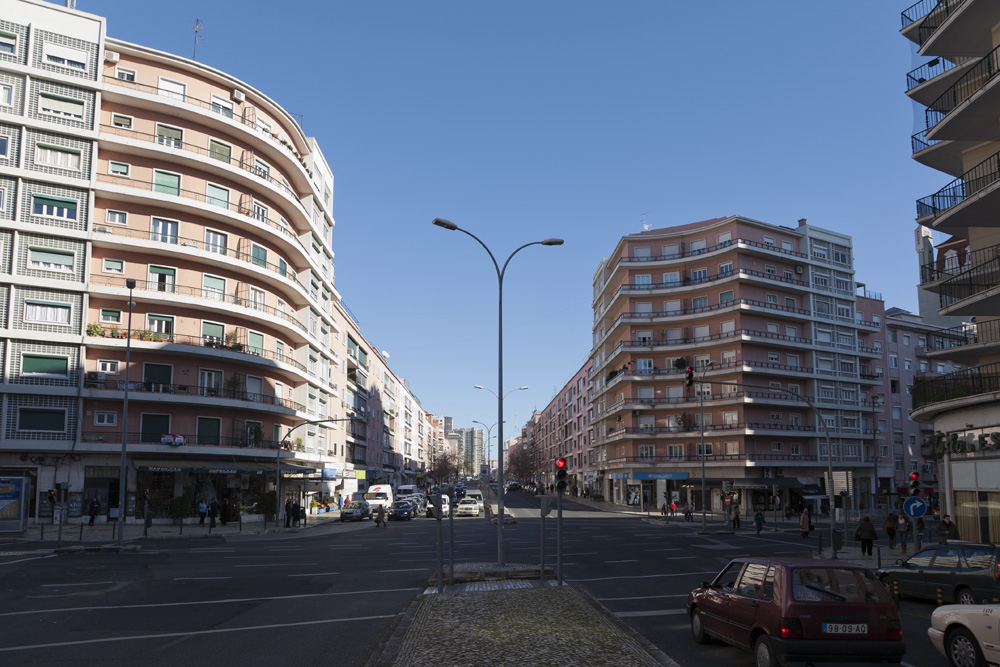

### Blocos habitacionais, Av. dos Estados Unidos da América / Av. de Roma

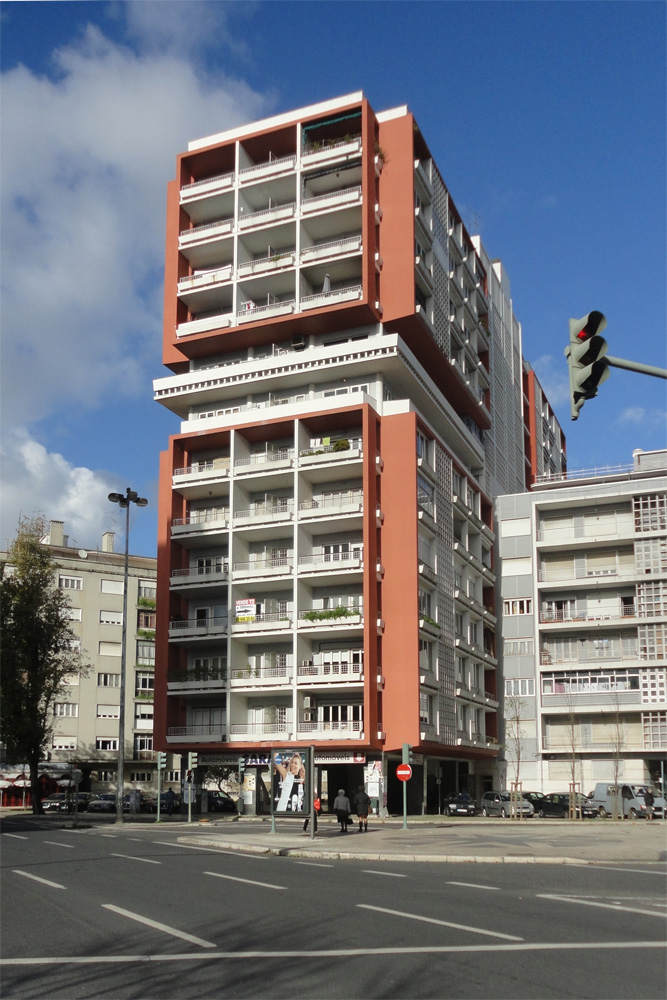
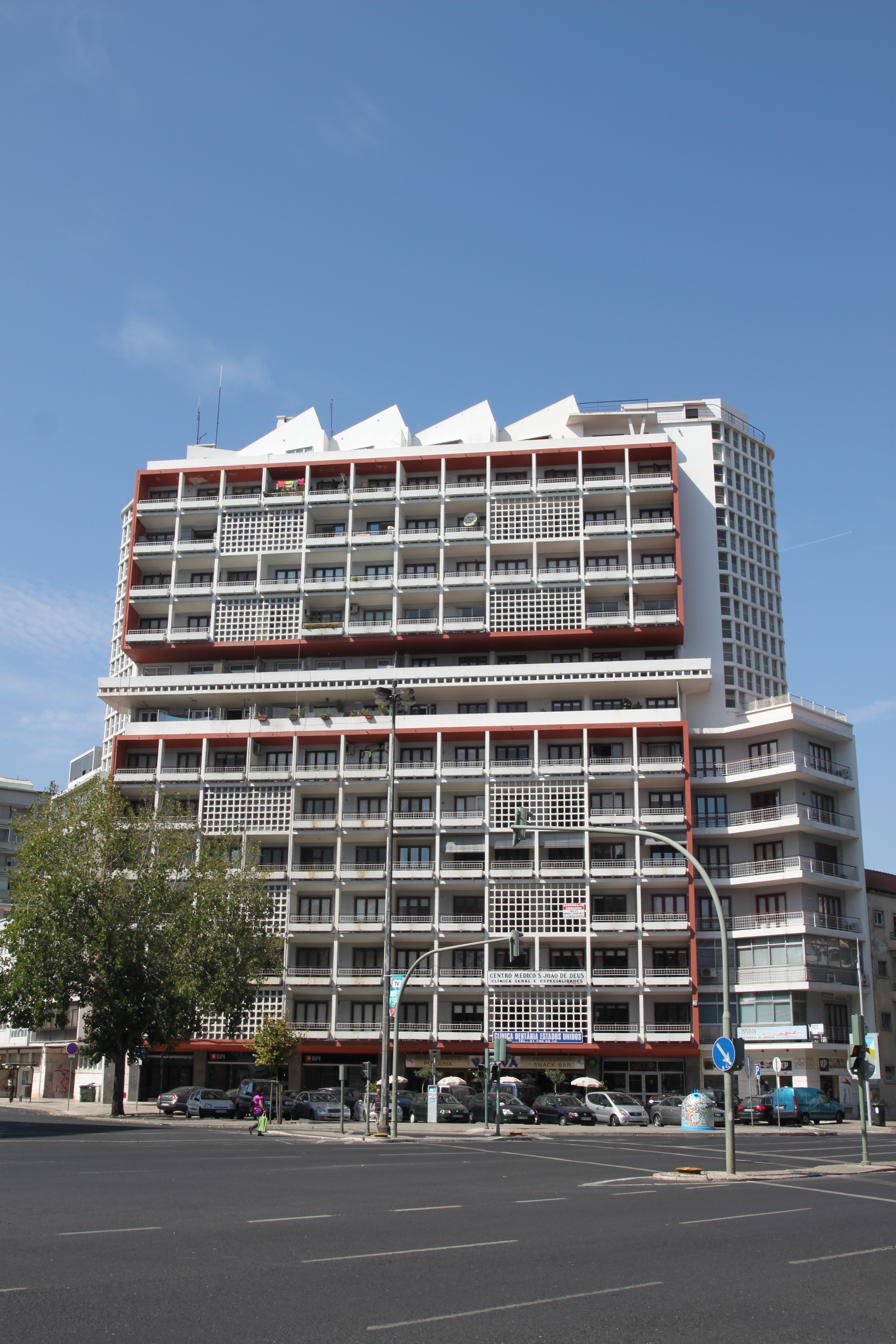